# Guillaume Brouscon
Guillaume Brouscon est un cartographe du XVIe siècle, un des premiers cartographes bretons du Conquet.
On lui doit un manuscrit intitulé Traité de navigation datant de 1543, un Manuel de pilotage à l'usage des pilotes bretons datant de 1548, ainsi que des almanachs pour marins.

## Une vie, un métier au Conquet

### Une vie
On ne connaît guère sa vie, hormis qu'il était un cartographe français, premier de la lignée des cartographes bretons du Conquet. Il a aussi écrit un manuscrit intitulé Traité de navigation datant de 1543, un Manuel de pilotage à l'usage des pilotes bretons datant lui de 1548, ainsi que des almanachs pour les marins — un almanach est un calendrier où l'on peut connaître les phases lunaires ou encore la durée des jours.

### Un métier
Guillaume Brouscon est un cartographe français du Conquet près de Brest. Il est aussi l'auteur de livres, d'almanachs, de manuscrits et aussi de certains dessins comme un planisphère (1543) et surtout d'un célèbre Manuel de pilotage à l'usage des marins bretons, conservé au département des Manuscrits de la Bibliothèque nationale de France. Il est considéré comme un xylographe qui a imprimé plusieurs magnifiques cartes.

### Le Conquet auXVIesiècle
Le Conquet est un port breton situé près de Brest. C'est un port commercial se concentrant sur les activités de la pêche et aussi à l'amélioration de ses défenses.
Ce port a subi beaucoup d'attaques à partir du XIIIe siècle. En 1558 les Anglais l'ont attaqué, peut-être pour les guides nautiques bretons : le pillage du Conquet permettait d'éliminer une source d'informations de connaissances nautiques.

## Illustrations

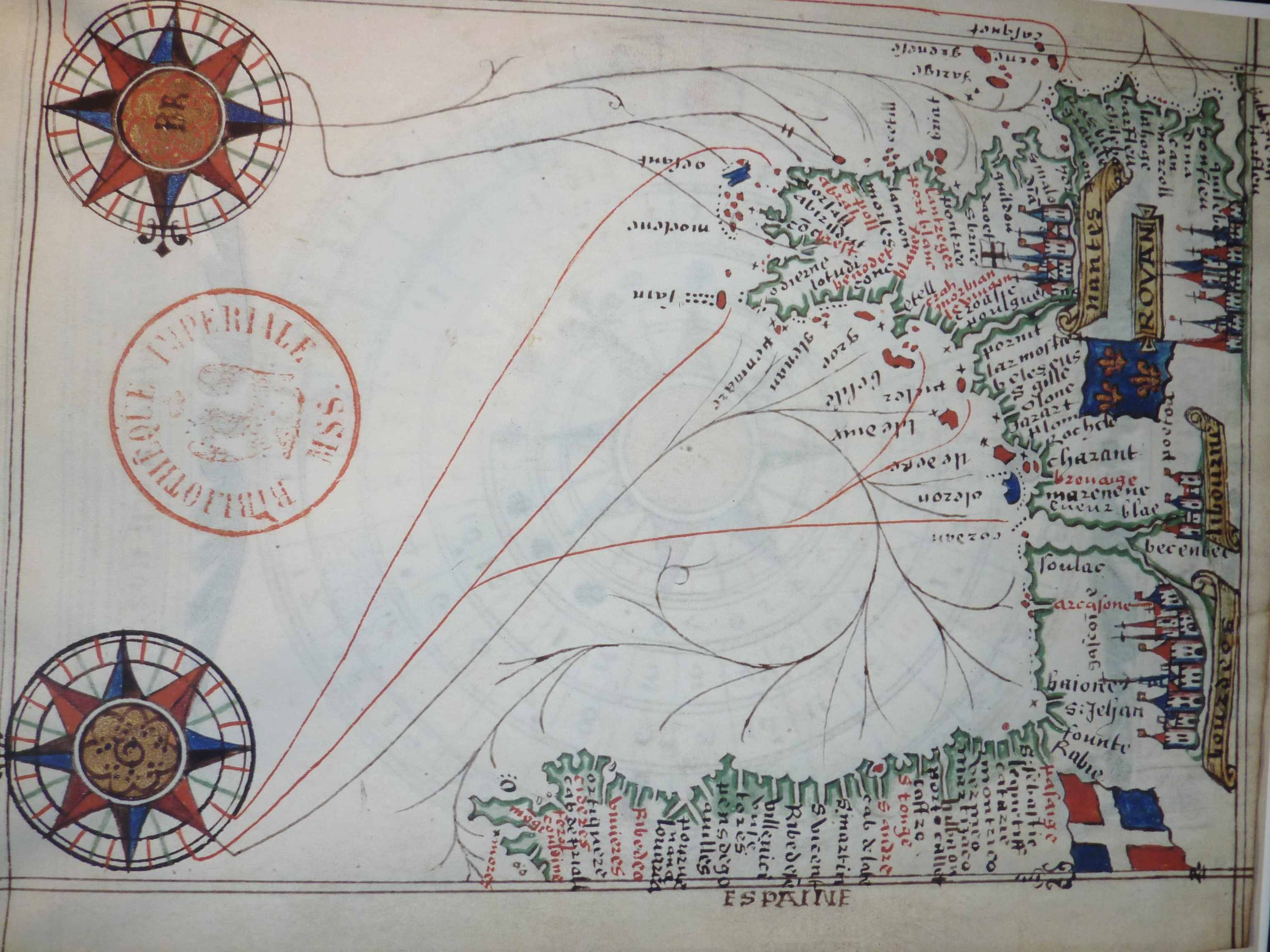
Portulan de Guillaume Brouscon (1548)
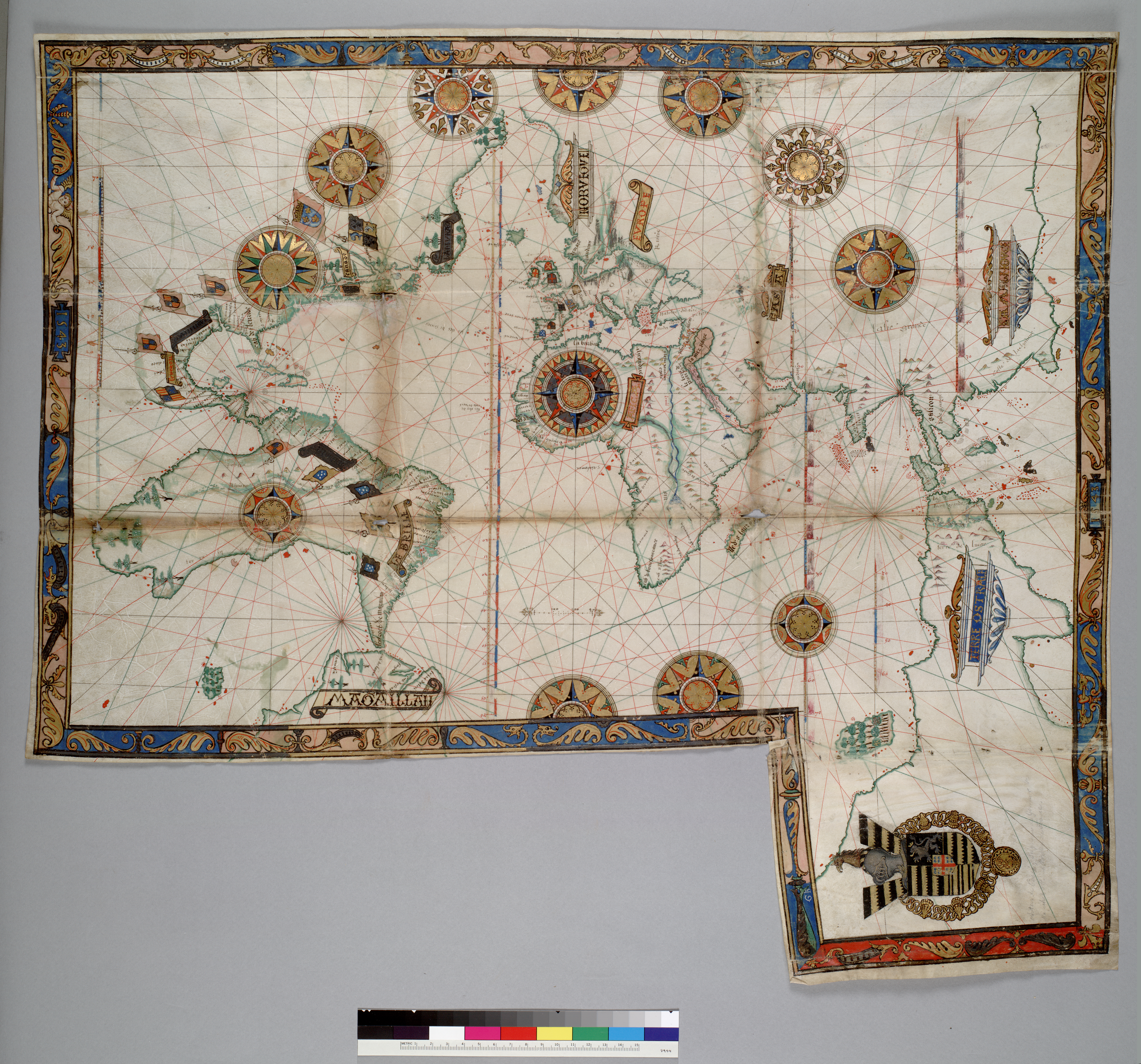
Carte du monde, 1543
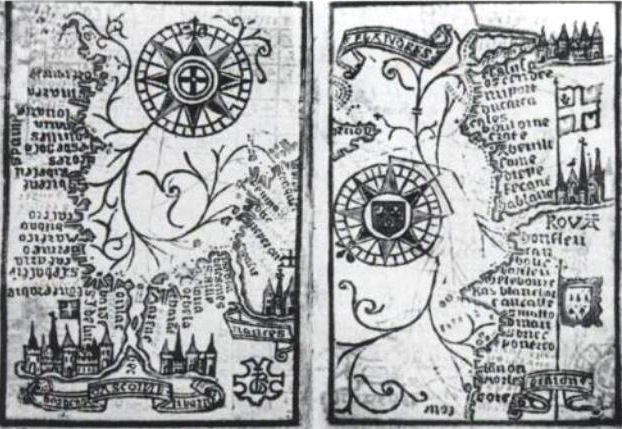
Illustrations d'un almanach de 1546
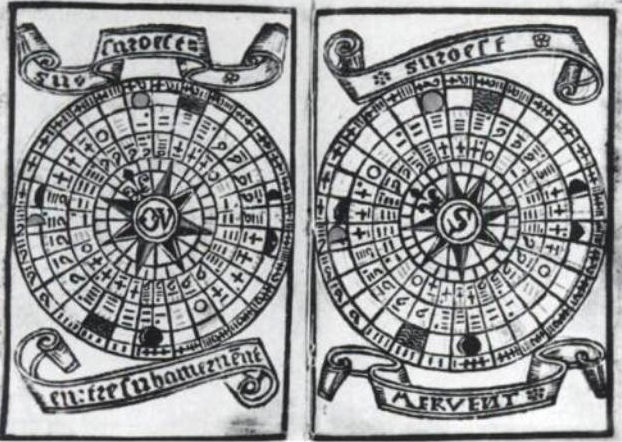
Illustrations d'un almanach de 1546
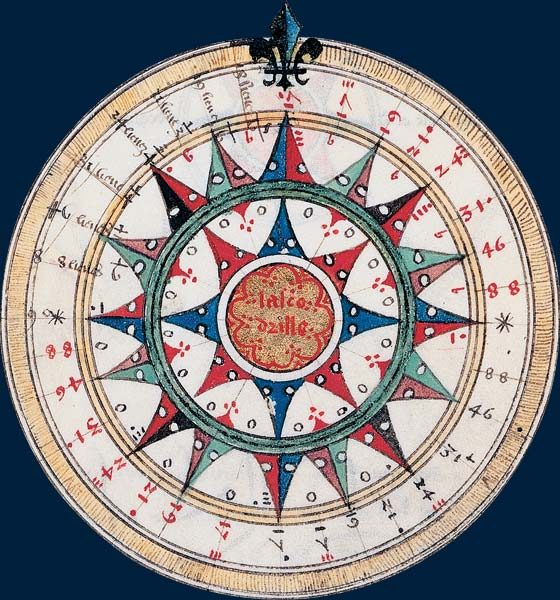
Rose des vents. Illustration du Manuel de pilotage à l'usage des pilotes bretons, 1548